# Anton Brenner (Architekt)
Anton Brenner (* 12. August 1896 in Wien; † 26. November 1957) war ein österreichischer Architekt.

## Leben und Wirken
Der aus einfachen familiären Verhältnissen stammende Brenner absolvierte 1914 eine Notmatura an der Handelsakademie und stellte sich anschließend in Kriegsdienst. Nach russischer Kriegsgefangenschaft (u. a. mit Erwin Lang), in der er zeitweise architektonische Kurse besuchen konnte, hielt er sich in Qingdao auf, wo er eine protestantische Kirche und eine Schule schuf (nicht mehr erhalten).
Nach seiner Rückkehr nach Wien besuchte Brenner zwei Jahre lang die Kunstgewerbeschule Wien, unter anderen bei Oskar Strnad und Josef Frank. Im Anschluss daran wurde er an der Akademie der bildenden Künste zum Architekt ausgebildet (1922 bis 1926) und arbeitete bei Ernst Egli.

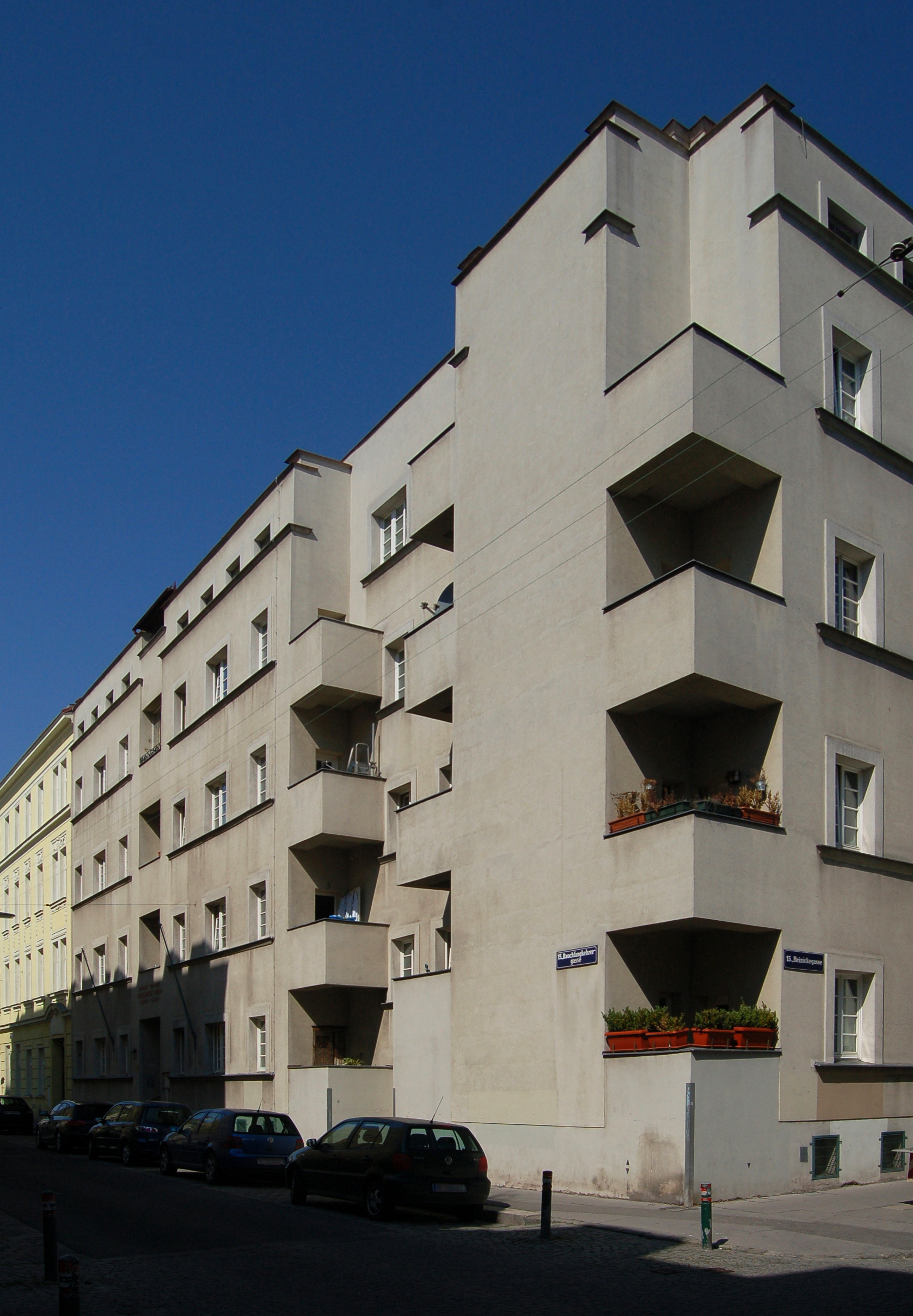
Gemeindebau Rauchfangkehrergasse 26

Seinen ersten Auftrag, mit Einrichtung und Ausstattung von 33 Wohnungen erhielt Brenner von der Gemeinde Wien. Nach seinen Plänen wurde in den Jahren 1924/25 in der Heinickegasse 1, Ecke Rauchfangkehrergasse 26 (15. Wiener Gemeindebezirk Rudolfsheim-Fünfhaus) ein Gemeindebau in Stahlbetonskelettbauweise auf zwei Stiegen errichtet und mit Einbaumöbel ausgestattet. Ein Müllschlucker (der sich nie in Betrieb befand), Einbauschränke bzw. Kastenwände sowie platzsparende Klappbetten in Wandnischen zählten zur Ausstattung. Um in angrenzenden Wohnungen an der gleichen Stelle Wandnischen zu ermöglichen, versetzte er die Stockwerke um je einen Halbstock. In diesem Wohnhaus wurde von der Gemeinde Wien keine Waschmöglichkeit (Badezimmer) vorgesehen, da sich im Nachbarhaus ein Tröpferlbad befand. Die eingebaute Küche gilt als Vorläufer der Frankfurter Küche. 

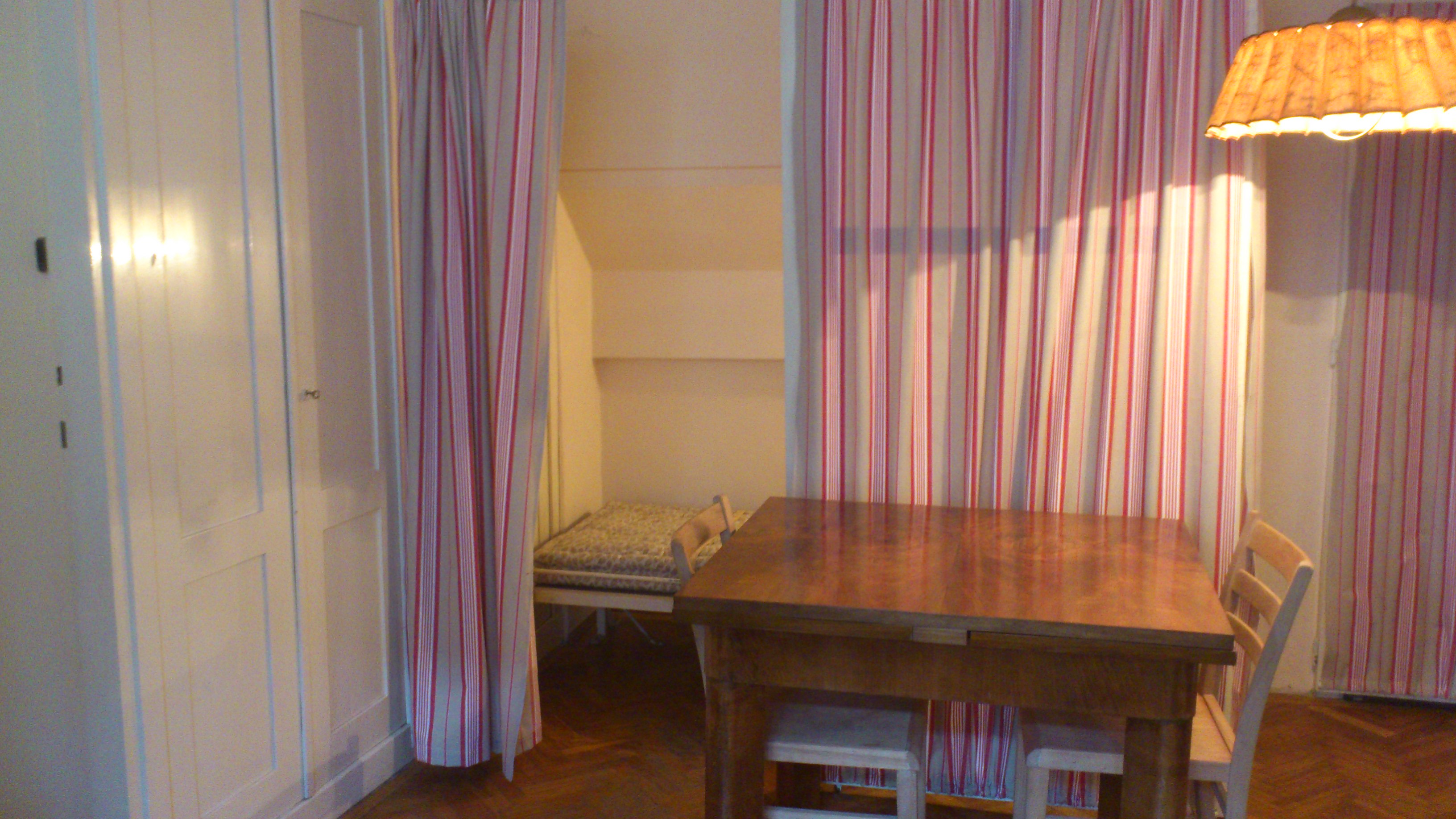
Klappbett in Wandnische im Brenner-Wohnungsmuseum

Die Familie Brenner bewohnte selbst eine 2-Raum-Wohnung mit 38 Quadratmetern. Die Instandsetzung dieser Wohnung wurde nach dem Tod von Brenners Frau vom Verein für Geschichte der Arbeiterbewegung wissenschaftlich begleitet. Das Brenner-Wohnungsmuseum wird vom Verein „Zeit!raum“ verwaltet.
Nach seinem Studium arbeitete Brenner am Hochbauamt Frankfurt bei Ernst May am Projekt Neues Frankfurt. Dort erhielt er nicht nur den Auftrag für ein Laubenganghaus, sondern entwickelte in Zusammenarbeit mit Margarete Schütte-Lihotzky die Frankfurter Küche.
1929 wurde er Leiter der Architekturabteilung am Bauhaus Dessau. Im selben Jahr nimmt er am CIAM-Kongress mit dem Thema „Die Wohnung für das Existenzminimum“ teil. Heinrich de Fries schrieb in Moderne Bauformen 1930 über Brenner: „Brenner hat schon in Wien in einer Kleinwohnung seines ersten Blockes selbst gelebt und dadurch mehr Erfahrungen gesammelt als die meisten Architekten ähnlicher Zielrichtung, die selten hinreichendes und echtes Verständnis für die Bedürfnisse der Kleinstwohnung aufbringen.“
Nach seinen Plänen wurden von 1931 bis 1932 zwei Siedlungshäuser (Engelbrechtweg 9 und 11) in der Werkbundsiedlung Wien errichtet. Während des Zweiten Weltkrieges war Brenner beim Luftgaukommando mit dem Bau von Lazaretten beschäftigt. Zeit seines Lebens verfolgte er im Siedlungsbau die Idee einer fischgrätartig angelegten „Ährensiedlung“, patentierte diese Idee und versuchte sie sowohl im Luftgaukommando als auch im Fremdenverkehr umzusetzen. Für die Genossenschaft 'Heimatscholle' plante er in Linz eine solche Siedlung im südlichen Stadtteil Ebelsberg (nicht verwirklicht). Von 1951 bis 1953 wirkte Brenner am Indian Institute of Technology Kharagpur. Nach seiner Rückkehr nach Wien arbeitete er eng mit seinem Sohn Anton (* 1925) zusammen.
Brenner hatte drei Kinder (* 1925, * 1929, * 1940). Er verstarb 1957 bei einem Autounfall. Er wurde am Friedhof der Feuerhalle Simmering bestattet.

## Bauten (Auszug)
- Wohnhausanlage Rauchfangkehrergasse 26 Ecke Heinickegasse 1, 1924/25.
- Laubenganghaus in Berlin-Steglitz mit Paul Mebes und Paul Emmerich, 1930. Bundesarchiv Bild 102-10689, Berlin-Steglitz, Laubenganghaus

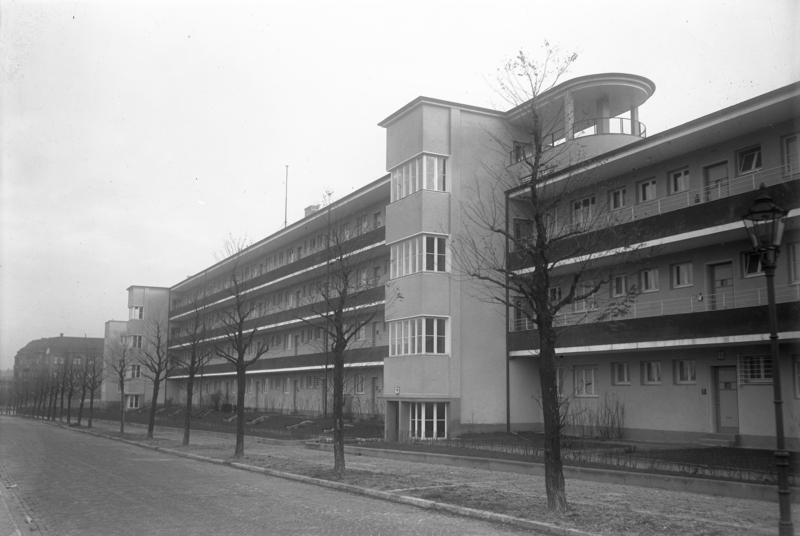
Bundesarchiv Bild 102-10689, Berlin-Steglitz, Laubenganghaus

- Siedlungshäuser in der Werkbundsiedlung, 1931/32.
- Wohnhausanlage Dreyhausengasse 46 Ecke Prochgasse 12, 1955.

## Schriften (Auszug)
- Autobiographie Mit Ach und Krach durchs Leben in drei Bänden: Mit Leib und Seele. Lösung wirtschaftlicher Probleme im Rahmen einer Selbstbiographie 1-3
- Das Camping-Hotel fördert den Fremdenverkehr und löst die Wohnungsfrage für dich!
- Ferien-Hotel-Siedlung für Fremdenverkehrs-Förderung in Österreich
- Der wirtschaftlich durchdachte Plan des Architekten: Grundrisse, Ansichten von Bauten, Innenarchitekturen, städtebauliche Lösungen, alte und neue Pläne und Bauideen (1951)